# 1991 في جنوب إفريقيا
فيما يلي قوائم الأحداث التي وقعت خلال عام 1991 في جنوب أفريقيا.

## سياسة

### تعيين في المنصب
- 6 مارس – هاري شفارتز سفير جنوب إفريقيا لدى الولايات المتحدة [الإنجليزية]‏.

## مواليد

### يناير
- 7 يناير – كاستر سيمينيا عداءة مسافات متوسطة جنوب أفريقية.
- 12 يناير – بريغتون مهلونجو لاعب كرة قدم جنوب أفريقي.
- 17 يناير – جاك ألبيرتس لاعب اتحاد رغبي جنوب أفريقي.
- 21 يناير – واين خان لاعب اتحاد رغبي جنوب أفريقي.

### فبراير
- 1 فبراير – ديفيد هنت مُجدّف جنوب أفريقي.
- 9 فبراير – لايلي بيترز لاعب كرة قدم جنوب أفريقي.
- 16 فبراير – مارلين راموس متسابقة ملكة جَمال جنوب أفريقية.

### مارس
- 11 مارس – كاموهيلو موكوتجو لاعب كرة قدم جنوب أفريقي.
- 28 مارس – بونجي نتولي لاعب كرة قدم جنوب أفريقي.

### أبريل
- 4 أبريل – كولن أكرمان لاعب كركيت جنوب أفريقي.
- 10 أبريل – كريستين بيرس
- 15 أبريل – جايسون فرازير لاعب رغبي جنوب أفريقي.
- 16 يوليو – غارث أبريل لاعب رغبي جنوب أفريقي.
- 21 أبريل – تشيبو جوميدي لاعب كرة قدم جنوب أفريقي.
- 21 أبريل – ستيفان فان دير والت لاعب اتحاد رغبي جنوب أفريقي.
- 27 أبريل – أليسا كونلي عداءة سرعة جنوب أفريقية.

### مايو
- 2 مايو – براد تاندي
- 2 مايو – نيكولاس شولتز لاعب كرة مضرب جنوب أفريقي.
- 6 مايو – روكسان باركر لاعبة كرة قدم جنوب أفريقية.
- 19 مايو – باسيل شورت لاعب اتحاد رغبي جنوب أفريقي.
- 22 مايو – ديفيد وايت لاعب كركيت جنوب أفريقي.
- 27 مايو – كارل ماير

### يونيو
- 14 يونيو – كايل جاكوبس لاعب كرة قدم جنوب أفريقي.
- 27 يونيو – أيابونغا سونجيكا ملاكم جنوب أفريقي.
- 30 يونيو – كيفن باول سباح جنوب أفريقي.

### يوليو
- 6 يوليو – كيرن غوس لاعب اتحاد رغبي جنوب أفريقي.
- 7 يوليو – مات هيويت متركمج نيوزيلندي.
- 8 يوليو – ديفون كونواي لاعب كركيت جنوب أفريقي.
- 16 يوليو – غارث أبريل لاعب رغبي جنوب أفريقي.
- 21 يوليو – توفيق سالي لاعب كرة قدم جنوب أفريقي.

### أغسطس
- 5 أغسطس – ديلان ستانلي لاعب كركيت جنوب أفريقي.
- 14 أغسطس – جان كوك لاعب اتحاد رغبي جنوب أفريقي.
- 17 أغسطس – لايل لاكاي لاعب كرة قدم جنوب أفريقي.
- 28 أغسطس – تهابو كالينجي لاعب كرة قدم جنوب أفريقي.
- 28 أغسطس – غاريث رودريك لاعب كركيت جنوب أفريقي.
- 30 أغسطس – ديون كارني لاعب رغبي جنوب أفريقي.

### سبتمبر
- 2 سبتمبر – شون ديكسون لاعب كركيت جنوب أفريقي.
- 5 سبتمبر – كارين باكوس لاعب كرة قدم أسترالي.
- 14 سبتمبر – ريان دي فريس لاعب كرة قدم نيوزيلندي.
- 26 سبتمبر – كلينت هيندريكس

### أكتوبر
- 19 أكتوبر – دواين كيلي لاعب اتحاد رغبي جنوب أفريقي.
- 26 أكتوبر – أرنو بوتا لاعب اتحاد رغبي جنوب أفريقي.

### ديسمبر
- 4 ديسمبر – جورج ليند لاعب كركيت جنوب أفريقي.

## وفيات

### يناير
- 1 يناير – جاك كوب (مواليد 1913) كاتب من جنوب أفريقيا.

### فبراير
- 24 فبراير – جون تشارلز دالي (مواليد 1914) صحفي من الولايات المتحدة الأمريكية.

### مارس
- 1 مارس – كاثرين بليك (مواليد 1921)